# 薩德伯里區
薩德伯里區（英語：Sudbury District）是加拿大安大略省北部一個分區，南面隔休倫湖的北湖峽與馬尼圖林區對望，西臨阿爾戈馬區，北鄰科克倫區，東北面與蒂米斯卡明區為鄰，東南則及尼皮辛區和帕里灣區，從四面包圍大薩德伯里市，行政中心設於埃斯帕諾拉。據2011年人口普查所示，薩德伯里區有21196名居民。薩德伯里區基本上沒有任何地方行政功能，區內的服務主要由建制鄉鎮政府、地區服務局或直接由省政府提供。
薩德伯里區於1907年脫離阿爾戈馬區而成。薩德伯里市及其近郊則於1973年脫離薩德伯里區，成為薩德伯里區域自治體（Regional Municipality of Sudbury），再於2001年改制成大薩德伯里市。

## 轄區
- 埃斯帕諾拉鎮（Town of Espanola）
- 法蘭西河鎮（Town of French River）
- 麥士地-窩倫鎮（Town of Markstay-Warren）
- 聖查理斯鎮（Town of St. Charles）
- 寶雲鄉（Township of Baldwin）
- 查普盧鄉（Township of Chapleau）
- 奇蘭尼鄉（Township of Killarney）
- 奈恩和海曼鄉（Township of Nairn and Hyman）
- 薩布爾斯-西班牙河鄉（Township of Sables-Spanish Rivers）

區内餘下的非建制地區則統稱為北部分（North Part）。

## 外部連結
- 维基共享资源上的相關多媒體資源：薩德伯里區